# Heterochone
Heterochone is een geslacht van sponsdieren uit de klasse van de Hexactinellida.

## Soorten
- Heterochone aleutiana (Okada, 1932)
- Heterochone calyx (Schulze, 1886)
- Heterochone incognita (Koltun, 1967)
- Heterochone tenera (Schulze, 1899)